# Icor
En la mitologia grega, l'icor (en grec antic: ἰχώρ ikhốr) era el mineral present en l'enrarida i incolora sang dels déus, o la pròpia sang. Aquesta substància mítica, de la qual es deia a vegades que també estava present en l'ambrosia o el nèctar que els déus menjaven en els seus banquets, era el que els feia immortals. Quan un déu era ferit i sagnava, l'icor feia la seva sang verinosa per als mortals, i matava immediatament a tots els que hi entraven en contacte.
Homer descriu en la Ilíada (v. 339–342) de la manera següent el moment en què Afrodita fou ferida per Diomedes:
| « | Brollà la sang divina, o per dir millor, l'icor; que tal és el que tenen els benaventurats déus, perquè no mengen pa ni beuen vi negre, i per això manquen de sang i són anomenats immortals. | » |

En la sèrie de televisió Hèrcules: els viatges llegendaris (tot i que no es correspon amb la mitologia grega), l'icor és neutralitzat per la sang del cérvol daurat, tornant així, mortal, el déu.

## Vegis també
- Mannà.